# Geórgios Grívas
Geórgios Grívas (en griego, Γεώργιος Γρίβας), (5 de julio de 1898 - 27 de enero de 1974) fue un militar y general del Ejército Griego. Era originario de Chipre, también conocido en la organización nacionalista chipriota griega EOKA por el nombre de combate Digenis.

## Primeros años
- Nació el 5 de julio de 1898 en Chrysaliniotissa, Nicosia, cuarto hijo de Theodoros Grivas y de Kalomira Hadjimichael. Se crio en Tricomo, distrito de Famagusta, en una familia de clase media . Después de concurrir a la escuela en su aldea, hizo el secundario en el Gimnasio de Panchipriota en Nicosia (1909-15)

- En 1916 deja Chipre para estudiar en la academia militar de Atenas.

- 1919, se gradúa como subteniente, siendo inmediatamente destinado al frente de Asia Menor.

- A los pocos meses, junto con la 10.ª división, en la cual Grivas servía, avanza de Smyrna a Panormos y a Eski Sehir, atraviesa Prussa y el río Sagarios, alcanzando 70 km de Ankara. Allí aprende los primeros rudimentos de la Guerra de Guerrillas al observar como pequeños destacamentos turcos, operando detrás de las líneas griegas, causaban caos en sus líneas de comunicaciones.

- Con el retiro del ejército griego del Asia Menor en 1922, es enviado a Redestos, Thraki. Es condecorado por su valor y promovido al grado de teniente. Es seleccionado para estudiar en la Academia Militar Francesa y a su regreso a Grecia pasa a desempeñar sus servicios en varios puestos, incluyendo el de instructor en la Escuela Militar.

- 1925, promovido a capitán

- 1935, promovido a comandante.

- 1937, se casa en Atenas con Vasiliki Deka, la hija de un farmacéutico.

## Segunda Guerra Mundial
- Con el principio de la Segunda Guerra Mundial, Grivas fue transferido al comando del Ejército Griego, trabajando en los planes de defensa del norte de Grecia.
- Diciembre de 1940: tres meses después de que el ataque de Mussolini contra Grecia, Georgios Grivas, a su requerimiento, es transferido al frente albanés como jefe de personal de la 2.ª División.
- Durante la ocupación de los alemanes italianos y búlgaros en Grecia en la Segunda Guerra Mundial, funda y conduce la Organización X, una organización de menor importancia de la resistencia compuesta de oficiales del ejército griego cuya influencia fue limitada en cercanías de Atenas.

Durante los acontecimientos de diciembre de 1944, la Organización X combatió junto con las fuerzas de Británicas y las fuerzas leales Griegas, para resistir las tentativas de los combatientes de EAM/ELAS de colocar a Atenas bajo su control.
- Finalizada la guerra civil griega, Grivas fundó un partido político e intentó fallidamente comenzar una carrera política.

## EOKA
En marzo de 1950, con el apoyo de Makarios, Grivas regresa a Chipre, como líder de la organización clandestina EOKA cuyo objetivo era forzar a Gran Bretaña a abandonar la isla y unirla a Grecia. Digenis era el nombre de guerra que Grivas eligió utilizar como líder de EOKA. Su origen se refiere a Digenis Akritas, héroe legendario de canciones populares, miembro de la elite Akrites, protectores de la frontera del Imperio bizantino. 
La causa de la enosis (unión de Chipre con Grecia) era muy popular en la isla y en la misma Grecia. La acción de la EOKA comenzó con una proclama y una serie de ataques con bombas en las cuatro mayores ciudades y en instalaciones militares al 1 de abril de 1955. 
Los objetivos estratégicos de la lucha encarada por la EOKA eran los siguientes:
- Llamar la atención internacional de la opinión pública, especialmente entre los aliados de Grecia.

- A través de la acción permanente sobre los británicos en Chipre, demostrar que existe una firme determinación en el objetivo, que no se cesará en su búsqueda a pesar del sacrificio, y que se está preparado para continuar hasta que la diplomacia internacional, especialmente las Naciones Unidas y Gran Bretaña, se vean obligadas a examinar la cuestión chipriota y alcanzar una rápida solución que colme las expectativas del pueblo de la nación griega.

- No se debe esperar una victoria total de las fuerzas chipriotas en la isla a través de estos procedimientos. La victoria debe ser moral a través del desgaste, la amenaza, la confusión y la exasperación de las fuerzas británicas.

Grivas dirigió las primeras operaciones desde su escondite en Nicosia pero pronto lo abandonó y se trasladó a las montañas de Troodos para conducir los equipos de guerrilla. Escapó dos veces a la captura tras ser rodeado por las fuerzas británicas en Spilia en diciembre de 1955 y en las proximidades del Monasterio de Kikkos en mayo de 1956. Un mes después, dejó las montañas y encontró refugio en Limassol desde donde dirigió los aspectos militares y políticos de la lucha ya que Makarios, en marzo de 1956, fue exiliado por las autoridades.
En marzo de 1956 la EOKA hizo un intento de asesinato contra el gobernador colonial de la isla, el mariscal John Harding, quien poco tiempo después ofreció una recompensa de 10 000 libras por la captura de Grivas, en su condición de líder de la EOKA.
Con panfletos y operaciones de la EOKA que incluían demostraciones de fuerza, incursiones, sabotajes, bombas, ataques con ametralladora y emboscadas, levantó el espíritu de la población llevando a hombres, mujeres y niños a actuar en pos de la enosis. 
Las autoridades británicas respondieron con medidas de emergencias que incluyeron toques de queda, arrestos, prisión y pena de muerte por ahorcamiento. Las tropas británicas no estaba entrenadas para este tipo de guerra. Sin embargo, estas medidas fracasaron en su objetivo de poner la situación nuevamente bajo control. 
Debido a que sus acciones no solamente buscaban la independencia sino también la enosis, se ganó la oposición de la comunidad turco–chipriota (comunidad que rehusaba vivir en un país dominado por los griegos) y del gobierno turco (que no quería que Grecia obtuviese el control del Mediterráneo Oriental y se aproximase al litoral sur de Anatolia).
La dirección de AKEL, partido comunista de Chipre, acusó a la EOKA de atacar a partidarios de ese partido. Atribuyeron estas actividades al anticomunismo de Grivas y a un esfuerzo de la EOKA de limitar la influencia del partido comunista. Veteranos de la EOKA han negado estas acusaciones, afirmando que la EOKA atacó solamente a los traidores y a los colaboradores cuyas actividades comprometieron directamente a los combatientes de la EOKA o minaron la lucha armada. 
La reacción turca y turco-chipriota a la EOKA y a la enosis fue expresada por la fundación de la organización clandestina TMT y la idea de la "TAKSIM" (división de la isla en dos porciones separadas: Greco-Chipriotas y Turco-Chipriotas). 
Las negociaciones iniciales entre Grecia, el Reino Unido y Turquía, que posteriormente incluyeron a representantes del greco-chipriotas y turco-chipriotas, condujeron a la creación de un estado independiente en 1960, la República de Chipre. 
Con la firma de los acuerdos de Zúrich y de Londres, a inicios de 1959 y la declaración de Chipre como estado independiente, Grivas rehusó el cese de las hostilidades, ya que su principal objetivo, la enosis, no fue alcanzado. 
En marzo de 1959, Digenis salió de su escondite y se trasladó a Atenas en donde lo recibieron como a un héroe y fue condecorado con los honores más altos por el Parlamento Griego y la academia de Atenas.

## Chipre Independiente
En diciembre de 1963, la lucha se inició nuevamente en Chipre, esta vez entre los greco-chipriotas y los turco-chipriotas. Grivas utilizó su renombre para forzar al presidente Makarios y al gobierno griego para que permitiesen su regreso y ser nombrado comandante militar en la isla. A mediados de agosto de 1964 releva al general Georgios Karayiannis como comandante de la Guardia Nacional de Chipre.
Su ataque en agosto de 1964 contra fuerzas del TMT en el enclave de Kokkina dio lugar al derrumbamiento de las negociaciones entre los EE. UU., Grecia y Turquía para solucionar el conflicto; provocó el bombardeo por la Fuerza Área Turca de la región de Tyrillias y la dimisión del comandante de la Guardia Nacional Chipriota, Georgios Karayiannis. 
Grivas abandonó Chipre en 1967, después de una seria crisis cuando la Guardia Nacional Chipriota, bajo su mando, atacó fuerzas de TMT en la aldea turco-chipriota de Kofinou.

## Regreso y Muerte
Grivas regresó secretamente desde Grecia a Chipre en agosto de 1971, formando la organización clandestina EOKA-B, otra vez con el objetivo de la Enosis. 
Contactó secretamente con Makarios pero no alcanzaron un acuerdo de cooperación. Grivas comenzó a tratar de derrocar a Makarios con la ayuda de la "junta de los coroneles" que gobernaba Grecia por entonces. 
El 27 de enero de 1974, Gregorios Grivas muere. Se encontraba oculto en una casa en la ciudad de Limassol. Aunque se suponía un escondite, dicho lugar era conocido por Makarios y grabadas sus conversaciones telefónicas. La causa alegada de su muerte es paro cardíaco, pero algunos de sus partidarios todavía sospechan que fue asesinado. 
Los partidarios de Grivas insistieron para que fuese el Obispo de Pafos (favorable a Grivas), que había sido apartado después de su participación en el golpe eclesiástico contra Makarios, quien oficiase el entierro de Grivas. Debido a que Makarios no habría permitido que este Obispo oficiara el funeral en la Catedral de Limassol, el funeral y el entierro debieron realizarse en el jardín de la casa que había sido el escondite de Grivas durante la lucha de la EOKA (1955-1959). Miles de personas participaron en su funeral de Limassol.
Su tumba todavía permanece allí. Un monumento conmemorativo se ha erigido en este lugar.

## Hechos Posteriores
Apenas seis meses después de la muerte de Grivas, la Junta de los Coroneles derrocó al Arzobispo Makarios. El golpe de Estado contra el Gobierno de Makarios del 15 de julio de 1974, fue ejecutado por las fuerzas de la Guardia Nacional Chipriota bajo instrucciones directas de Grecia. 
Se ha dicho que la intención inicial era incluir al EOKA-B en su planeamiento, pero no hay evidencia concreta para verificar tal aseveración. En cualquier caso, por una serie de coincidencias, el 18 de junio de 1974, la policía descubrió el escondite del líder chipriota Lefteris Papadopoulos de la EOKA-B y lo arrestó junto con muchos líderes de la organización. 
Éste fue el golpe final a la organización que ya había sido debilitada seriamente por un gran número de éxitos policiales, así como por el hecho de que la dirección histórica de la EOKA-B había abandonado la organización. Sin embargo, muchos de sus activos miembros participaron en el golpe militar después de que este comenzara. 
El golpe fue seguido el 20 de julio por la invasión militar turca de Chipre (Operación Atila).

## Lectura Complementaria
La Guerra de Guerrillas Archivado el 12 de octubre de 2006 en Wayback Machine. (en inglés)